# Pierre Basilewsky
Pierre Basilewsky (* 21. August 1913 in Sankt Petersburg; † 7. Dezember 1993 in Brüssel) war ein belgischer Entomologe russischer Herkunft. Sein Forschungsschwerpunkt war die afrikanische Entomofauna.

## Leben
Basilewsky wurde in Russland geboren, wuchs jedoch in Belgien auf. 1936 erlangte er sein Diplom zum kolonialen Agraringenieur am Institut agronomique de l’État in Gembloux, Belgien. 1938 erwarb er ein weiteres Diplom als Agraringenieur in den Fachbereichen Gewässer und Forstwirtschaft. Basilewskys wissenschaftliche Laufbahn war ausnahmslos der Entomologie Afrikas gewidmet. Insbesondere die systematische Erforschung der Morphologie, Zoogeographie und Phylogenese afrikanischer Laufkäfer (Carabidae) war sein Interessensschwerpunkt. Auf diesem Gebiet wurde er ein weltweit gefragter Spezialist, der häufig mit zoologischen Institutionen aus Europa, Afrika und Amerika zusammenarbeitete. Basilewskys Expeditionen führten ihn nach Ost-, Südost- und Zentralafrika sowie auf die Südatlantiksinsel St. Helena. Er war Leiter der entomologischen Abteilung des Königlichen Museums für Zentral-Afrika in Tervuren und von 1977 bis 1978 Direktor des Museums.
1970 wurde Basilewsky assoziiertes Mitglied der Abteilung für Naturwissenschaften und medizinische Wissenschaften an der Koninklijke Academie voor Overzeese Wetenschappen (KAOW, Königliche Akademie Belgiens für Überseewissenschaften), 1980 wurde er gewähltes Mitglied und am 18. Mai 1983 wurde er zum Ehrenmitglied ernannt.

## Dedikationsnamen
Nach Basilewsky sind unter anderem die Gattungen Basilewskyus, Basilewskyana und Basilewskya sowie die Arten Cicindela basilewskyana, Sophronica basilewskyana, Atheta basilewskyana und Dicranomyia basilewskyana benannt. Ferner wird er mit dem Epitheton basilewskyi bei zahlreichen Insektenarten geehrt.